# フェミニスト・イニシアティヴ
フェミニスト・イニシアティヴ（スウェーデン語:Feministiskt initiativ）は、スウェーデンのフェミニズム政党。前身である同名の圧力団体を経て2005年に設立。同年9月9日、翌年のスウェーデン議会（リクスダーゲン）に向け候補擁立を発表したものの、選挙では0.68％の得票率しか得る事が出来ず、議席獲得の必要要件である4%には届かなかった。

## 歴史

### 圧力団体の設立
2005年4月4日、前身の圧力団体がストックホルムで記者会見を実施 。左翼党の元代表であるグードルン・シューマンらを中心として、以前からフェミニズム新党結成の噂が流れていたが、記者会見では党がまだ設立前であることを強調し、今後の選挙に候補を立てるかどうかは未定であるとした。

### 結党
2005年9月9日から同11日まで、オレブロで開かれた初の月例全国会議で、党の設立や綱領、翌年に控えた議会議員選挙への候補擁立などを決定。現行の婚姻制度を廃止して、複婚に法的地位を付与する「共同生活法」（スウェーデン語:sammanlevnadsbalk）を制定するなどの過激な主張が国民の耳目を惹き付けた（ただ、この「共同生活法」については、如何なる形態の共同生活をも含む現行の婚姻法を拡大解釈したものではあるが）。
こうした過激な主張をメディアが放っておく筈も無く、党に対する報道は総じて否定的なものであった。また、党設立者の1人であるティーナ・ローゼンベルクの著書を巡っては、一部の右派学者により盗作を指摘された ことなども相俟って、右派アンチ・フェミニストの間で格好の批判の的となった。
2006年9月の国政選挙における選挙戦では、アメリカの女優ジェーン・フォンダが遥々来瑞し党の応援に駆け付けた。

## 選挙結果
2005年の調査によると、党の支持率が1割程度との結果が出たものの、実際の選挙では得票率が0.68％に留まり、議席獲得に必要な4%には届かなかった。支持率が下落した理由としては党の綱領や活動が過激化したことが挙げられる。2009年の欧州議会議員選挙では、ABBAの元メンバーであるベニー・アンダーソンが党に対し100万スウェーデン・クローナを寄付したことなどから、若干持ち直し2.2％の得票率を得たものの、議席獲得には至らなかった。